# Lars Müller (Eishockeyspieler)
Lars Müller (* 17. September 1977 in Weißwasser) ist ein ehemaliger deutscher Eishockeyspieler, der für zwei Spielzeiten bei den Iserlohn Roosters in der Deutschen Eishockey Liga (DEL) aktiv war, den Großteil seiner Karriere aber in der 2. Bundesliga und Oberliga verbrachte.

## Karriere
Der Sohn eines Lehrerehepaars stammt aus der Nachwuchsabteilung des ES Weißwasser, wo er diverse Juniorenteams durchlief. In der Saison 1995/96 gab der Stürmer sein Debüt in der Deutschen Eishockey Liga. In fünf Partien konnte er ein Tor erzielen. Anschließend unterschrieb er beim ERC Westfalen Dortmund 1990. Der Vertrag kam allerdings nicht zustande, da die Dortmunder aufgrund finanzieller Probleme vom Spielbetrieb ausgeschlossen wurden. Daher wechselte er mit 19 Jahren zum Iserlohner EC, mit dem er in der zweithöchsten Spielklasse auflief. In den folgenden vier Jahren konnte Müller 31 Scorerpunkte in 213 Spielen verbuchen. Auch nach dem DEL-Aufstieg blieb er im Kader und trat weiterhin nicht als Scorer, sondern als Arbeiter im Team auf, der vor allem das physische Spiel beherrscht. 2002 unterschrieb der Stürmer einen Vertrag bei den Berlin Capitals, die nach dem DEL-Abstieg für die 2. Bundesliga planten. Doch nach der Eröffnung eines Insolvenzverfahrens und dem Rückzug aus der Liga war Müller vertragslos und fand zunächst keinen neuen Club. Schließlich schloss er sich dem EC Timmendorfer Strand an, der in der Regionalliga spielte. In 47 Partien für Timmendorf verbuchte Müller 147 Punkte.
Im nächsten Jahr unterschrieb er beim ERV Schweinfurt aus der Oberliga, bei denen er zwei Spielzeiten blieb. Zur Saison 2005/06 kehrte der Stürmer zurück zu seinen Stammverein und spielte mit den Lausitzer Füchsen in der 2. Bundesliga. Nach dem 13. Platz in der Hauptrunde konnte sich sein Team in den Play-downs den Klassenerhalt sichern. 2006 wechselte Müller zum Ligakonkurrenten Moskitos Essen. In zwei Spielzeiten wurden stets die Play-offs erreicht, zum Aufstieg in die DEL reichte es aber nicht. Als die für den Spielbetrieb verantwortliche GmbH im April 2008 insolvent ging, musste der Stürmer sich einen neuen Verein suchen. Diesen fand er mit den Blue Lions Leipzig aus der Oberliga. Mit seiner Mannschaft erreichte er den zweiten Platz nach der Hauptrunde. Auf die Play-offs 2009 verzichteten die Leipziger allerdings, da nach finanziellen Schwierigkeiten ein Insolvenzverfahren eröffnet wurde. Dies war bereits das vierte Mal in Müllers Karriere, dass sein Team insolvent ging. Müller blieb in Leipzig und schloss sich dem Nachfolgeteam, den Icefighters an, die nach einem Jahr in der Sachsenliga wieder am Spielbetrieb der Oberliga teilnahmen. Nach insgesamt sieben Jahren in Leipzig beendete er nach Ende der Saison 2014/15 seine Karriere.

## Karrierestatistik
(Legende zur Spielerstatistik: Sp oder GP = absolvierte Spiele; T oder G = erzielte Tore; V oder A = erzielte Assists; Pkt oder Pts = erzielte Scorerpunkte; SM oder PIM = erhaltene Strafminuten; +/− = Plus/Minus-Bilanz; PP = erzielte Überzahltore; SH = erzielte Unterzahltore; GW = erzielte Siegtore; 1 Play-downs/Relegation; Kursiv: Statistik nicht vollständig)

## Familie
Lars Müller spielte im Verlauf seiner Karriere immer wieder im selben Team wie sein Bruder Jens Müller, so in der Saison 1999/2000 beim Iserlohner EC, zwischen 2002 und 2005 erst in Timmendorfer Strand und dann in Schweinfurt sowie von 2008 bis 2013 bei den Blue Lions und Icefighters in Leipzig.